# 波士頓公立學校

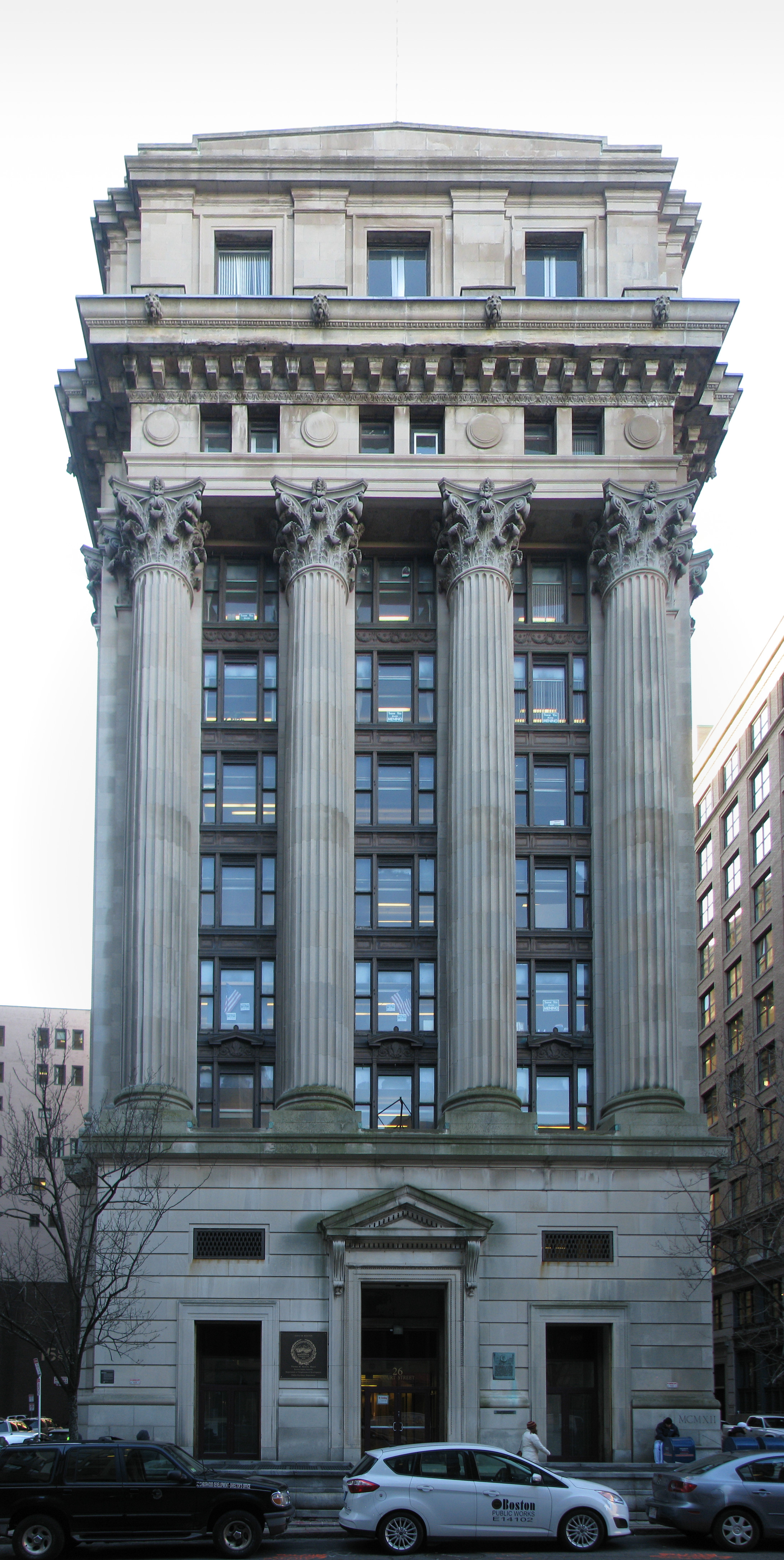
波士頓公立學校总部

波士頓公立學校（Boston Public Schools, BPS）是波士頓的学区, 总部在26 Court Street。
波士顿公立学校是美国最古老的公立学校系统，从幼儿园到12年级，共有58,600名学生。该系统包括145所学校，其中包括波士顿拉丁学校（最古老的公立学校，成立于1635年；有7-12年级，在7-9年级通过公开考试招收学生)，英文中学（最古老的公立中学，成立于 1821年）和马特学校（最古老的公立小学，成立于1639年。 该市还拥有私立学校、教会学校和特许学校（charter school）。3000名少数族裔学生通过大都会教育机会委员会（METCO）得到在郊区学校就学的机会。2002年，《福布斯杂志》将波士顿公立学校系统列为美国最好的大城市学校系统，毕业率达到82%。
BPS有6个"early childhood centers",53个小学,10个初中,23个K-8学校,29个高中,2个6-12学校,1个K-12学校,3个"exam schools",6个"special education K-12 schools
,和1个"alternative at risk program."